# Xystrota bimaculata
Xystrota bimaculata là một loài bướm đêm trong họ Geometridae.